# Ясенов (район Гуменне)
Ясенов (словац. Jasenov) — село и одноимённая община в районе Гуменне Прешовского края Словакии. Расположен в восточной части Словакии на северном склоне Гуменских гор в долине Ясеновского потока, который направлен к реке Лаборец.

## История
Впервые упоминается в 1279 году.
В селе есть римо-католический костел с XVI века в стиле ренессанс, перестроенный в XVIII веке в стиле барокко. Над деревней есть развалины средневекового замка, целью которого было сторожить приграничья и торговый путь к Галиции.

## Население
| Год:                | 1994 | 2004    | 2014    | 2024    |
| ------------------- | ---- | ------- | ------- | ------- |
| Количество человек: | 1079 | 1142    | 1185    | 1210    |
| Разница:            |      | +5,83 % | +3,76 % | +2,10 % |

Национальный состав населения (по данным последней переписи населения 2001 года):
- словаки — 98,01 %,
- украинцы — 0,82 %,
- русины — 0,72 %,
- чехи — 0,36 %.

Состав населения по принадлежности к религии состоянию на 2001 год:
- римо-католики — 89,31 %,
- греко-католики — 6,70 %,
- православные — 0,54 %,
- протестанты — 0,54 %,
- не считают себя верующими или не принадлежат к одной вышеупомянутой конфессии — 2,90 %.